# Macroscelides micus
Macroscelides micus is een zoogdier uit de familie van de springspitsmuizen (Macroscelididae). De wetenschappelijke naam van de soort werd voor het eerst geldig gepubliceerd door Dumbacher & Rathbun in 2014.

## Taxonomie
De soort werd pas in 2014 beschreven, nadat was gebleken dat de populaties van Macroscelides flavicaudatus zowel genetisch en morfologisch sterk verschilden van deze soort.

## Voorkomen
De soort komt voor rond het Etendeka-plateau, in het noordwesten van Namibië.